# Catherine Briçonnet
Catherine Briçonnet (născută în 1494 și decedată pe 3 noiembrie 1526) este o femeie ce aparținea micii nobilimi din secolul al XIV-lea și soția lui Thomas Bohier. Este fiica lui Guillaume Briçonnet, un cleric francez și a soției acestuia Raoulette de Beaune.
Catherine Briçonnet va juca un rol primordial și a avut influența determinantă pentru stilul și concepția castelului Chenonceau. Ea este cea care a supervizat construcția, din 1513 până în 1521.